# 古晉中華第三中學
古晉中華第三中學，簡稱“古晉三中”(CHMS No.3，Chung Hua Middle School No.3), 為砂拉越14所華文獨立中學之一，屬于中型獨立中學，位于砂拉越古晉市。
2017年古晋中华第三中学已达到400多名学生, 而2018年的新生加入后人数接近600名, 上升趋势明显。而在2022年，三中学生总人数突破750人，在2023三中学生总人数达到800人，达到本校从创建以来人数最高的一次。该学校的办学路线以 "基础教育为重点,技职教育是特点,人文教育是亮点"为主.

## 初中科目
古晋中华第三中学的初中科目有十科（初中十一科），包括了华文科，马来文科，英文科，数学科，科学科，历史科，地理科，美术科，音乐科，体育科，及多媒体科（初二及初三无此科目）。其中音乐课及体育科皆由两位专任导师各自教导。

## 高中学科
古晋中华第三中学的学科选择为砂拉越最多（五科），包括了技职科，文商科(两班)，电子科，汽修科，理科（2021年开办一班）

## 联科活动
古晋中华第三中学的校方十分注重联科活动，因此设立了下列27个社团供学生参加：
| 古晋中华第三中学联科活动列表 |
| ---------------------------- |
| 濒危动物保护学会             |
| 华文学会                     |
| 象棋社                       |
| 羽球社                       |
| 吉他社                       |
| 彩旗社                       |
| 舞蹈社                       |
| 田径社                       |
| 环保社                       |
| 扶轮少年服务团               |
| 合唱团                       |
| 铜乐队                       |
| 餐饮学会                     |
| 篮球社                       |
| 射箭社                       |
| 数理学会                     |
| 禅绕画社                     |
| 英文学会                     |
| 跆拳道                       |
| 中中醒狮                     |
| 乒乓社                       |
| 创意设计社                   |
| 武术社                       |
| 柔道社                       |
| 24节令鼓                     |
| 童军团                       |
| 红新月会                     |

## 姐妹校
臺中市立新社高級中學，古晋中华第一中学
臺南市立永仁高級中學，臺中市立福科國民中學